# عمو عبدالله کارلادانی

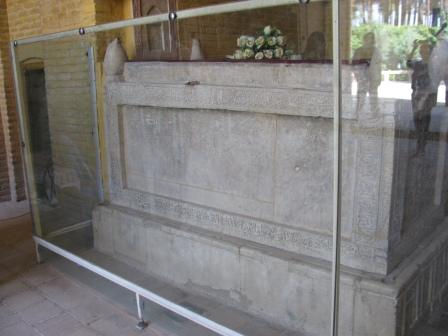
آرامگاه عمو عبدالله در بنای منارجنبان

عمو عبدالله کارلادانی یا عمو عبدالله سقلابی (یا صقلایی)عارفی از پارسایان قرن هفتم و اوایل قرن هشتم هجری قمری بود که در عمارت منارجنبان واقع در محله کارلادان شهر اصفهان آرمیده‌است.
بر سنگ مزار وی چنین نوشته شده‌است: «هذا قبر الشیخ الزاهد البارع المتورع السعید المتقی عمو عبداﷲ بن محمد بن محمود سقلابی رحمةاﷲ علیه و توفی فی السابع عشرة من شهر ذیحجة سنة ست عشرة و سبعمائة.»
بنابر آنچه بر سنگ مزار وی نوشته شده، وفات او در تاریخ هفدهم ذی الحجه سال ۷۱۶ (قمری) بوده‌است که مربوط به دوره سلطان محمد خدابنده الجایتو، ایلخان مسلمان است.
شایان ذکر است که اهالی محل کارلادان معتقدند که حرکت مناره‌های عمارت منارجنبان، کرامت عمو عبدالله کارلادانی است. این مطلب در لغت‌نامه دهخدا نیز اشاره شده‌است. علامه دهخدا می‌نویسد: «متولی قبر مرحوم عمو عبدالله که در زیر طاق منارجنبان مدفونست گفت: «از کرامت صاحب این قبر است.» گفتم ممکن است کرامتی کند که یک مرتبه هم حرکت نکند.»
متولی قبر عمو عبداﷲ که در عبارت علامه دهخدا اشاره شده‌است، سید جمال الدین عالم کارلادانی است.